# Farrah Fenner
Pour les articles homonymes, voir Fenner.
Farrah Fenner, née Farrah Sterne le 17 novembre 1977 à Pretoria, est une joueuse professionnelle de squash représentant l'Afrique du Sud. Elle atteint en novembre 2002 la 47e place mondiale sur le circuit international, son meilleur classement.
Elle remporte le titre de championne d'Afrique du Sud à deux reprises en 2008 et 2010.

## Palmarès

### Victoires
- Championnats d'Afrique du Sud : 2 titres (2008, 2010)